# Kanopus-V-IK
Kanopus-V-IK (Kanopus-Vulkan-Infra-Krasny) ist ein Erdbeobachtungssatellit der russischen Raumfahrtbehörde Roskosmos.
Er wurde am 14. Juli 2017 um 6:36:49 UTC mit einer Sojus-2.1a-Trägerrakete mit Fregat-Oberstufe vom Raketenstartplatz Baikonur in eine sonnensynchrone Umlaufbahn gebracht. Zusammen mit Kanopus-V-IK wurden 72 weitere Satelliten aus Deutschland, Japan, Russland, Norwegen, Kanada und den USA ins All gebracht, darunter der Flying Laptop (120 kg, Technologie-Demonstrationsmission für Erdbeobachtung und Schiffs-Tracking), WNISAT-1R (43 kg, Wettersatellit für den Schiffsverkehr), TechnoSat (18 kg) und die 30 Kilogramm, NORSat-1 (30 kg, Schiffsidentifikation) und NORSAT-2 (17 kg) und 67 Cubesats mit einem mit Gesamtgewicht von 364 Kilogramm, davon sieben 6-Unit-Cubesats, 59 3-Unit-Cubesats (darunter 48 Flock-2k Dove Sats der Firma Planetlabs) und einen 1-Unit Cubesat. Die dem Start folgenden Manöver dauerten mit fast 8 Stunden wegen der unterschiedlichen Bahnen, auf denen all diese Satelliten abgesetzt werden mussten, ungewöhnlich lange. Der Satellit sollte ursprünglich bereits 2013 gestartet werden, der Start verzögerte sich jedoch, da eine zusätzliche Infrarotkamera integriert wurde.
Der dreiachsenstabilisierte Kanopus-V-IK ist mit mehreren Kameras ausgerüstet und soll vor allem Waldbrände in den weiten Gebieten Russlands entdecken. Die Kameras sind: PSS (panchromatisch, Auflösung von 2 m im Wellenlängenbereich 0,54–0,86 µm mit einer Schwadbreite von 23 km), MSS (Multispektralkamera mit vier Bändern im Wellenlängenbereich 0,46–0,84 µm mit einer Auflösung von 10 m und einer Schwadbreite von 23 km) und MSU-IK-SR (Multispectral Scanner Unit-IK-SR, mit zwei Bändern im Wellenlängenbereich 3,5–4,5 µm und 8,4–9,4 µm mit einer Auflösung von 200 m und einer Schwadbreite von 2000 km). Der Satellit wurde auf Basis des Kanopus Satellitenbus der Firma NPO VNII Elektromehaniki gebaut, wobei die Avionik von Surrey Satellite Technology zugeliefert wurde und besitzt eine geplante Lebensdauer von fünf Jahren.